# Ladîciîn, Terebovlea
Ladîciîn (în ucraineană Ладичин) este o comună în raionul Terebovlea, regiunea Ternopil, Ucraina, formată numai din satul de reședință.

## Demografie
Componența lingvistică a comunei Ladîciîn
     Ucraineană (99,34%)
     Alte limbi (0,66%)
Conform recensământului din 2001, majoritatea populației comunei Ladîciîn era vorbitoare de ucraineană (99,34%), existând în minoritate și vorbitori de alte limbi.